# Carnuntum
Carnuntum est une ancienne ville romaine, capitale de la province romaine de Pannonie. Édifiée sur la route de l'ambre, elle se situait au bord du Danube, près de Petronell-Carnuntum et Bad Deutsch-Altenburg en Basse-Autriche, entre les villes actuelles de Vienne et Bratislava.

## Histoire
La colonie romaine de Carnuntum était dans l'Antiquité une étape importante de la route de l'ambre. La ville doit son nom à la population autochtone connue des Romains, ethnonyme d’origine celtique. En l'an 6 de notre ère, Tibère, alors commandant de l'armée de Germanie, y établit son camp au cours d'une campagne contre les Marcomans. Carnuntum est évoquée pour la première fois sous la plume de l'historien romain Velleius Paterculus. Vers 40, la Legio XV Apollinaris y édifia un premier fort, qui fut reconstruit en pierre sous Vespasien. Outre un fortin auxiliaire, ce fort possédait son propre amphithéâtre ainsi qu'une colonie de peuplement administrée par l'armée (Canabæ). La ville s'étendait un peu plus à l'ouest, avec ses thermes, son forum et son grand amphithéâtre (près de 8 000 places). Pline l'Ancien indique qu'à l'époque, cette ville de marche était un camp d'hiver de l'armée romaine, tête de pont contre les Sarmates et les Daces. En 114 au plus tard, la legio XIIII Gemina prend la place de la XV Apollinaris qui est envoyée en Orient.

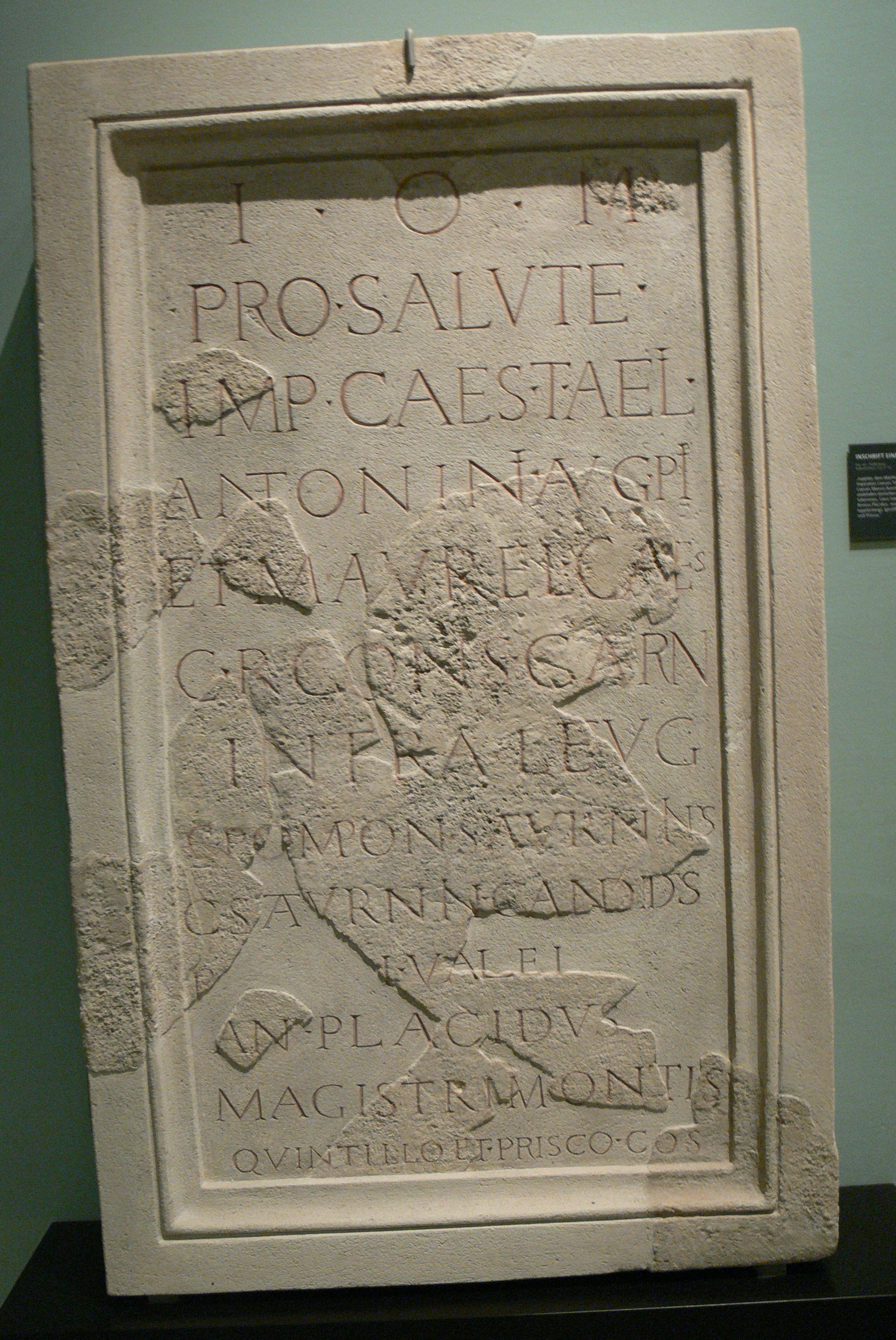
Dédicace à Jupiter retrouvée dans le sanctuaire du Pfaffenberg, où étaient célébrées des cérémonies religieuses impliquant les habitants de Carnuntum.

La ville devint capitale de Pannonie supérieure sous l'empereur Trajan, et résidence du gouverneur de province. Hadrien lui accorda, sans doute en 124, le statut de municipe (Municipium Ælium Carnuntum). Marc Aurèle y tint son quartier général en alternance avec Sirmium pendant sa guerre contre les Marcomans.
Septime Sévère, gouverneur de Pannonie supérieure, fut proclamé empereur par ses troupes à Carnuntum en 193. Peu après, la ville fut promue au rang de colonie (« Colonia Septimia Aurelia Antoniniana Carnuntum »), ce qui redynamisa l'expansion de la région et plaça Carnuntum au sein de l'Empire sur un pied comparable à celui d'autres grandes villes des provinces comme Cologne (Colonia Claudia Ara Agrippinensium), Trèves (Augusta Treverorum). La population de la ville à cette époque est estimée à 60 000 habitants.
En 260, l'imposteur Regalianus fut proclamé empereur à Carnuntum, mais son autorité ne s'étendit pas au-delà de la ville. En 308, la conférence impériale de Carnuntum réunit le 11 novembre Dioclétien, Maximien Hercule et Galère afin de restaurer l'ordre dans l'Empire romain. Un tremblement de terre survenu en 350 amorça le déclin de cette ville des marches de l'Empire. Dix ans plus tard, Carnuntum se trouvait sur la ligne de front dans la guerre qui opposait les Romains aux Quades et aux Sarmates.

## Parc archéologique de Carnuntum

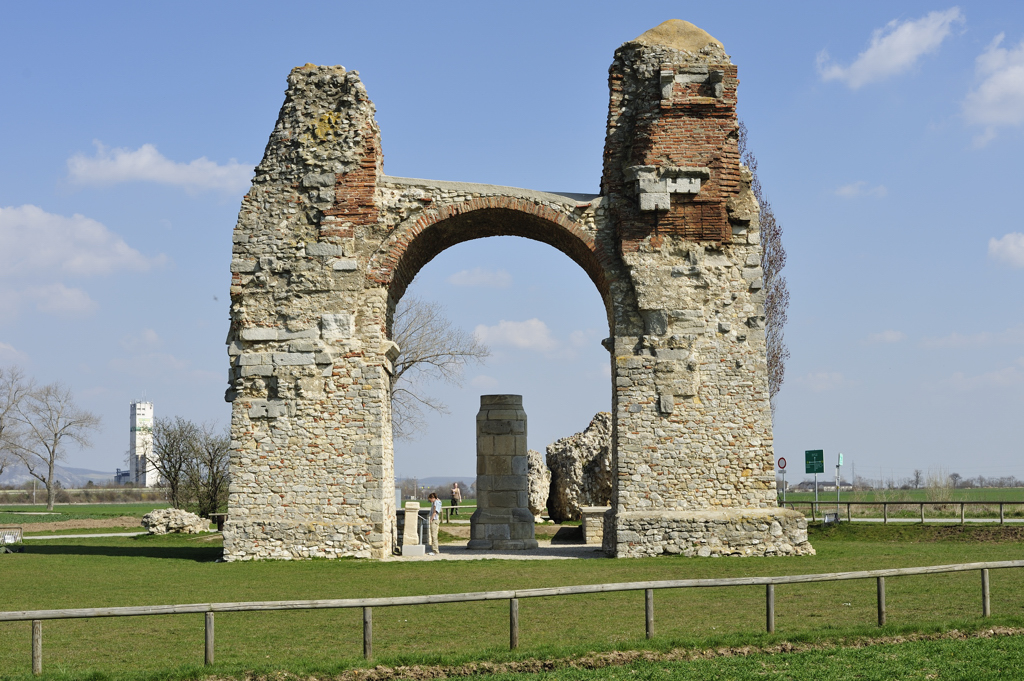
La « porte des Païens », à Carnuntum.

Jusqu'à la fin du XVIIIe siècle, on se débarrassa des ruines antiques qui encombraient le passage et gênaient le développement de l'agriculture. Le marbre était utilisé pour produire de la chaux. Ce n'est que vers 1850 qu'on entreprit les premières fouilles, mais les participants étaient surtout des collectionneurs. À partir de 1877 eurent lieu des fouilles ouvertes plus intéressantes ; un quart de la surface du fort fut dégagé. Le Parlement de la province de Basse-Autriche vota l'acquisition d'une partie de la commune, où l'on soupçonnait que le sous-sol recelait des vestiges importants, et le déblaiement se poursuivit alors à un rythme soutenu. Les chercheurs mirent ainsi en évidence sept strates d'occupation successives, remontant jusqu'à l'époque des grandes invasions. Les deux Guerres mondiales interrompirent les recherches archéologiques, qui reprirent en 1955. Mais comme les méthodes de conservation étaient alors moins perfectionnées, plusieurs vestiges subirent des dégradations, que l'on s'efforce de réparer aujourd'hui. Une école de gladiateur sur le site a commencé à être dégagée en 2014.
Carnuntum est devenu un parc archéologique. Le monument le plus marquant du site est le « Heidentor », fragment encore intact d'un arc de triomphe en ruines qui était appelé la « Porte des païens » et rappelait sans doute aux centurions le serment d'allégeance à Rome. On peut aussi voir les deux amphithéâtres, les thermes, ainsi qu'une partie de la ville antique. Des lieux de culte païens et paléo-chrétiens ont en outre été mis au jour. Le musée archéologique de Carnuntum se trouve dans la ville voisine de Bad Deutsch-Altenburg, inauguré en 1904 par l'empereur François-Joseph.

## Musée archéologique

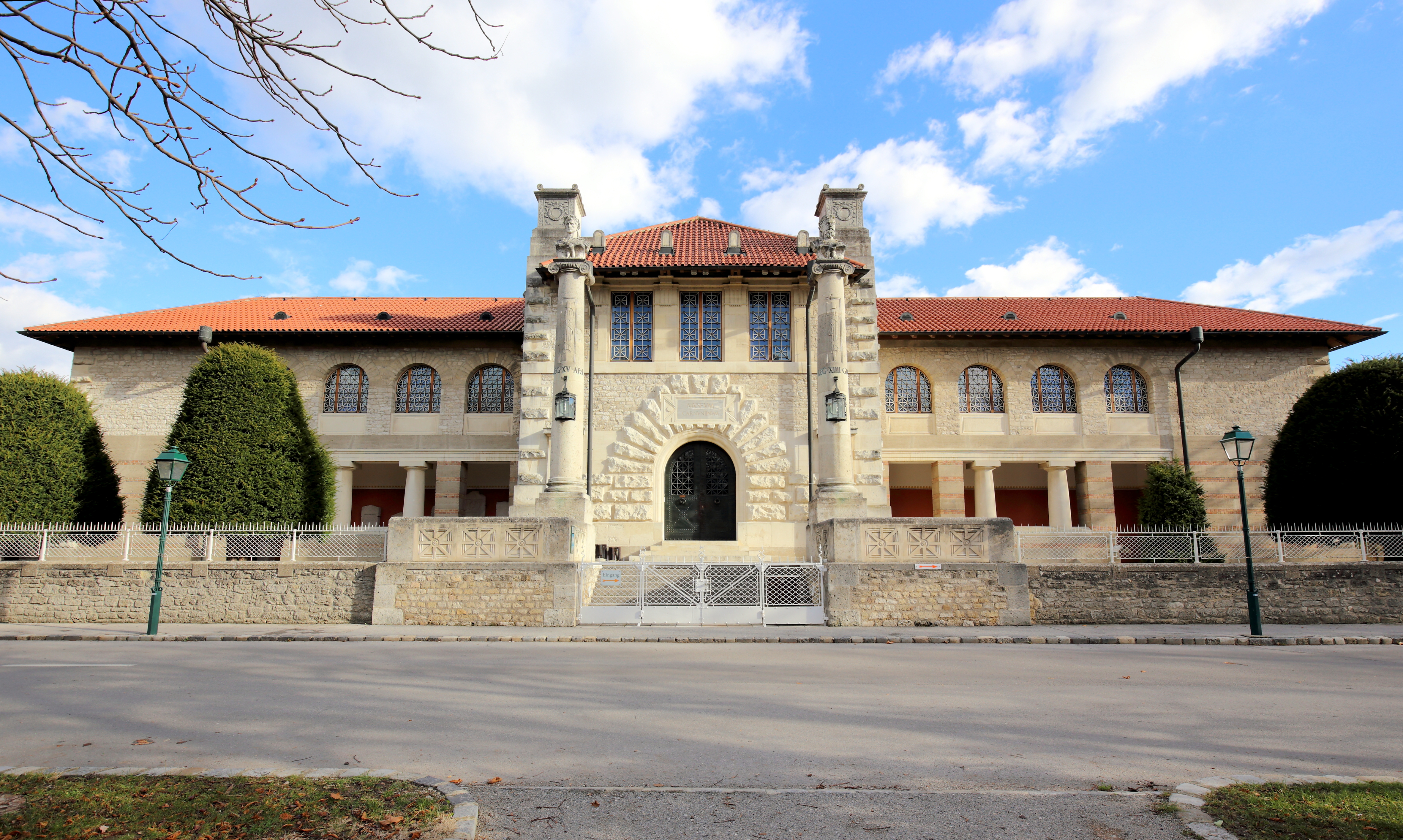
Musée de Carnuntum.

Le musée de Carnuntum (Museum Carnuntinum), inauguré en 1904 par l'empereur François-Joseph Ier, est situé à Bad Deutsch-Altenburg. C'est le plus grand musée romain d'Autriche. Une partie des découvertes archéologiques de Carnuntum est exposée dans le musée même (environ 4 000 objets), le reste tenu en réserve dans plusieurs autres bâtiments des environs.
Un parc voisin, le parc national Danube-Auen, accroît l'attrait de la région. Des manifestations culturelles ont commémoré en 2006 les 2 000 ans de la colonie romaine de Carnuntum.

### Vidéographie
- Carnuntum, la cité perdue des gladiateurs, documentaire réalisé par Klaus T. Steindl et Klaus Feichtenberger, Autriche, 2015.